# Læringsmål
Læringsmål er mål, der beskriver den viden, de færdigheder og de adfærdsmønstre, som de besluttende myndigheder ønsker, at elever eller studerende er i stand til at udtrykke, når et undervisningsforløb afsluttes, typisk ved en evaluering.
Idéen om at lade undervisning tage udgangspunkt i læringsmål blev først introduceret inden for den amerikanske behavioristiske læringspsykologi af bl.a. B. F. Skinner og Robert F. Mager. Mager tog udgangspunkt i en tese om, at det er nødvendigt præcist at kende kriterierne for det, eleverne skal kunne før læreren kan gennemføre den instruktion, der gør eleverne i stand til at indfri målene. Med dette udgangspunkt udviklede han teorien om, at læringsmål må bygge på tre elementer:
- Et adfærdselement, der beskriver den ønskede adfærd, som eleven skal udvise efter instruktionen
- Et indholdselement, der beskriver de betingelser, som læringen bygger på
- Kriterier, der beskriver, hvad der skal præsteres for at eleven kan siges at have opfyldt læringsmålene, som ligeledes skal være styrende for valg af midler.[1]

Inden for de seneste år er idéen om at undervisning bør tage afsæt i læringsmål, blevet gjort til udgangspunktet for læringsmålsstyret undervisning, som er grundlaget for omlægningen af styringsparametrene i EU's fælles uddannelsespolitik (Bolognaprocessen). Læringsmålene udgør en samlet målstruktur, som omfatter kompetenceområder, kompetencemål, og de færdigheds- og vidensmål, der markerer elevens eller den studerendes skridt på vejen mod opnåelse af kompetencemålene, samt en læseplan og en vejledning.
 I de lande, der følger Bolognaprosseen, skal opfyldningen af målene evalueres ved karaktergivning på en 7 trins skala,  og resultatet skal kunne udmøntes i ECTS-points.
Grundideen i læringsmålstyret undervisning er, at læringsmål, valg af undervisningsaktiviteter, tegn på læring og evaluering er sammenhængende elementer i alle faser af undervisningen. De forenklede Fælles Mål for undervisningen i bl.a. Folkeskolen indeholder kompetencemål og færdigheds- og vidensmål. Med dette udgangspunkt er det:
"lærerens opgave at nedbryde – eller omsætte – Fælles Mål til konkrete mål for, hvad eleverne skal kunne ved afslutningen af et undervisningsforløb." 

## Læringsmål i praksis
De overordnede mål for undervisningen er abstrakte formuleringer, som typisk er formidlet i juridisk fagsprog. Den pædagogiske udfordring for underviseren er derfor tydeliggørelsen ved at omsætte dem til konkrete, praksisnære mål.
Denne "nedbrydning" opdeles ofte i vidensmål og færdighedsmål, mens vurderingen af, om eleverne har lært det, de skal, opdeles i forståelse og anvendelse. Ved evalueringen af, om målene er nået indgår følgende elementer:
- Viden (kan eleven gengive og forklare, det der er lært?)
- Færdigheder (kan eleven bruge det lærte til at fremstille et produkt eller lignende?)
- Forståelse (kan eleven forklare og analysere sammenhænge i og konsekvenser af det lærte stof?)
- Anvendelse (kan eleven bruge det lærte og udvikle det?)[8]

I interviews har danske lærere endvidere udtrykt en række sociale mål, som de søger at fremme i praksis i klasserummet.
Den nye pædagogiske udfordring er især, at læreren skal undersøge Tegn på læring hos eleverne, og forklare læringsmålene for eleverne, så de forstår dem. Undervisningsaktiviteterne og det planlagte samspil mellem lærere og elever samt mellem eleverne indbyrdes, skal skabe mulighed for, at alle elever kan nå de fælles læringsmål.

## Baggrund
Læringsmål har både i USA og Australien været pejlemærker for undervisningsmålsætninger, inden det blev en integreret del af Bologna-processen. Denne indfaldsvinkel til undervisning, som erstatter tidligere praksis, der i højere grad byggede på indholdsbestemte mål for undervisningen og/eller pensumlister, bygger bl.a. på Benjamin Blooms taksonomi og John Hatties modeller for synlig læring. Fokus er således flyttet fra: "hvad undervises der i"? til "hvad har den studerende/ eleven opnået gennem undervisningsforløbet"? Denne forskydning af fokus har en række forudsætninger for at kunne lykkes, især er det væsentligt, at eleven kan forstå de fastlagte mål og at udbyttet af undervisningen er målbart. Et andet væsentligt kriterium er løbende evaluering af undervisningen, som afsluttende udmøntes i PISA-testen.
I Danmark er læringsmålstænkningen og den læringsmålstyrede undervisning mødt af kritik fra bl.a. Keld Skovmand og Niels Jakob Pasgaard.